# Mésocéphale
L'adjectif « mésocéphale » signifie littéralement « qui a le crâne moyen » (du grec ancien kephalê, tête, et mésos, milieu). 
Il a été introduit par Paul Broca en 1861 pour qualifier un individu dont l'indice céphalique est compris entre 75 et 80 et est donc intermédiaire entre un individu dolichocéphale (IC < 75) et un individu brachycéphale (IC > 80).
Cette terminologie, utilisée initialement à des fins descriptives, a ensuite été employée par les théoriciens racistes tels que Georges Vacher de Lapouge qui souhaitaient établir une classification hiérarchique des « races humaines ». Les notions de brachycéphalie, mésocéphalie et dolichocéphalie restent  aujourd'hui encore employées en anthropologie et en médecine.